# Сан Ђервазио Брешано
Сан Ђервазио Брешано је насеље у Италији у округу Бреша, региону Ломбардија.
Према процени из 2011. у насељу је живело 2288 становника. Насеље се налази на надморској висини од 56 м.

## Становништво
Према резултатима пописа становништва 2011. у општини је живело 2.469 становника.
| 1951. | 1961. | 1971. | 1981. | 1991. | 2001. | 2011. |
| ----- | ----- | ----- | ----- | ----- | ----- | ----- |
| 2.218 | 1.636 | 1.371 | 1.292 | 1.270 | 1.476 | 2.469 |